# Jan Smolik (poeta)
 Jan Smolik, Jan de Smolice, Jan ze Smolnika, herbu Kotwicz (ur. ok. 1560 w Smolicach, zm. pomiędzy 1599 a 1605) – poeta, tłumacz, pełnił funkcje polityczne i sprawował urzędy. 

## Życiorys
Urodził się około roku 1560 w Smolicach (lub Wolwanowicach), nad ujściem Skawy, w rodzinie szlacheckiej. Syn Kaspra, gorliwego protestanta, a młodszy brat Piotra, znanego z dowcipu. Od roku 1577 był dworzaninem Stefana Batorego. Trzy lata później (ok. 1580) wyprawił się na studia do Włoch, zwiedził Rzym, zapoznał się z językiem i wcześniej od innych z ówczesną literaturą włoską. Po powrocie do Polski uczestniczył w bitwie pod Byczyną. Ostatnie znane zdarzenia z jego życia, zanotowane w aktach trybunalskich, pochodzą z roku 1598.

## Twórczość

### Ważniejsze utwory
Jest on autorem różnych wierszy i m.in. pieśni i fraszek erotycznych, np.Do Wenery o pchle,  O Dorocie, Do miłości. Napisał też wiersz na zwycięstwo Karola Chodkiewicza odniesione pod Kircholmem, poświęcony Hieronimowi, synowi tego hetmana, w roku 1605.
- Wiersze (pieśni, fraszki, utwory okolicznościowe), wyd.: F. Nowakowski Iocoseria, Berlin 1840; także wyd. następne: Berlin 1849 – W. A. Maciejowski Piśmiennictwo polskie, t. 3 dod., Warszawa 1852, s. 285-290 – T. Jaworski Jan Smolik..., Gniezno 1903 – R. Abicht "Życiorys Andrzeja Zbylitowskiego. Dod.", Archiwum do Dziejów Literatury i Oświaty w Polsce, t. 10 (1904) i odb. – wyd. krytyczne R. Pollak pt. "Wiersze różne", Warszawa 1935, Biblioteka Zapomnianych Poetów i Prozaików XVI–XVIII w., seria II, zeszyt 2 – pojedyncze fraszki przedr.: J. Tuwim Cztery wieki fraszki polskiej, Warszawa 1937; także wyd. 2 Warszawa 1957 – S. Czernik, J. Huszcza, J. Saloni Księga humoru polskiego. Od Reja do Niemcewicza, Łódź 1958 – J. Sokołowska "Poeci renesansu. Antologia", Warszawa 1959, Biblioteka Poezji i Prozy; rękopisy: Biblioteka Raczyńskich w Poznaniu, nr 606 (spisany w 1613 w Krakowie); kopia XIX w. tamże, nr 315 – Biblioteka Państwowa w Berlinie, sygn. Ms. slav. Fol. 9; fraszka O płeszce (z drobnymi zmianami) wyd. w: A. Władysławiusz Krotofile ucieszne i żarty rozmaite, Kraków 1609

### Przekłady
- Horacy Siedem ód, wyd. R. Pollak pt. "Wiersze różne", Warszawa 1935, Biblioteka Zapomnianych Poetów i Prozaików XVI–XVIII w., seria II, zeszyt 2; rękopis: Biblioteka Raczyńskich w Poznaniu, nr 606
- L. Grotto La Dalida, wyd. R. Pollak pt. "Wiersze różne", Warszawa 1935, Biblioteka Zapomnianych Poetów i Prozaików XVI–XVIII w., seria II, zeszyt 2; rękopis: Biblioteka Raczyńskich w Poznaniu, nr 606, (przekł. początku pt. Cień albo dusza Molenta, króla baktriańskiego)
- Sześć pastorel, wyd. R. Pollak pt. "Wiersze różne", Warszawa 1935, Biblioteka Zapomnianych Poetów i Prozaików XVI-XVIII w., seria II, zeszyt 2, (przekł. z włoskiego; wzory 5 nieznane; jedna jest przekł. sielanki pt. "Iolas A. Navagero", wydanej w Carmina quinque illustrium poetarum, Florencja 1552)

### Przekłady o autorstwie niepewnym
- J. Guarino: fragmenty (do pierwszej sceny II aktu) Pastor fido, rękopis (z przełomu XVI/XVII w.): Ossolineum nr 3552/II, k. 195-219; streszczenie i fragmenty ogł. A. Brückner: [W. Hahn: Literatura dramatyczna w Polsce XVI w. Rec.], Pamiętniki Literackie, rocznik 6 (1907), s. 261-265, (autorstwo prawdopodobne według A. Brücknera)
- W. Weintraub dowodzi, że występujący wśród utworów Smolika wiersz Zaprzęż nie tygry, nie lwice, Cyprido jest pióra Mikołaja Sępa Szarzyńskiego.